# تشوي جو-جونغ
تشوي جو-جونغ (هانغل: 최주용) هو لاعب كرة قدم كوري جنوبي في مركز الوسط، ولد في 8 نوفمبر 1996 في كوريا الجنوبية. لعب مع سوون سامسونغ بلووينغز.

## وصلات خارجية
- تشوي جو-جونغ على موقع رابطة كرة القدم اليابانية للمحترفين (اليابانية)
- تشوي جو-جونغ على موقع دوري كوريا الجنوبية (الإنجليزية)
- تشوي جو-جونغ على موقع قاعدة بيانات كرة القدم.إي يو (الإنجليزية)